# Alexander Spengler
Alexander Spengler (Mannheim, 20 marzo 1827 – Davos, 1º novembre 1901) è stato un medico svizzero, specializzatosi nella cura della tubercolosi.
Trasferitosi nel 1853 a Davos come medico condotto, vi fondò poi nel 1868 in collaborazione con Willem-Jan Holsboer, imprenditore olandese, un sanatorio, che diede un notevole impulso allo sviluppo della località come centro di villeggiatura e cura.
Entrambi i figli Carl e Lucius si occuparono di medicina, in particolare il primo di omeopatia

## Sanatorio Schatzalp

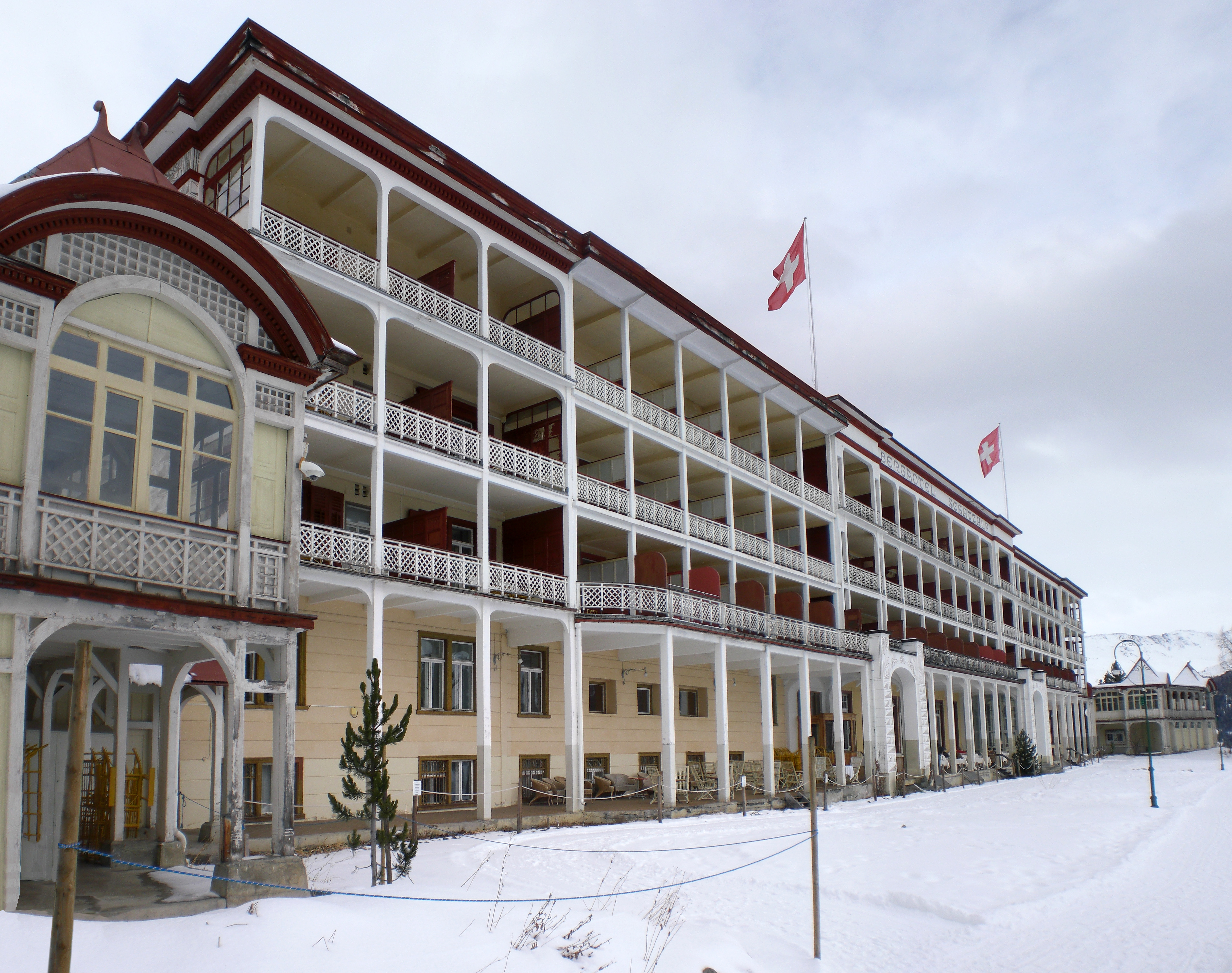
Il sanatorio Schatzalp a Davos

Anche Thomas Mann con moglie soggiornarono al Berghotel Schatzalp, sanatorio poi citato ne La montagna incantata.